# 大瓦尔任
大瓦尔任是巴西马拉尼昂州的一个市镇。总面积1957.772平方公里，总人口43272人，人口密度22.1人/平方公里。